# Cantón de Juvisy-sur-Orge
El cantón de Juvisy-sur-Orge era una división administrativa francesa, que estaba situada en el departamento de Essonne y la región de Isla de Francia.

## Composición
El cantón estaba formado por una fracción de  comuna, más la comuna que le daba su nombre:
- Juvisy-sur-Orge
- Savigny-sur-Orge (fracción)

## Supresión del cantón de Juvisy-sur-Orge
En aplicación del Decreto nº 2014-230 de 24 de febrero de 2014, el cantón de Juvisy-sur-Orge fue suprimido el 22 de marzo de 2015 y sus 2 comunas pasaron a formar parte, una del nuevo cantón de Athis-Mons y una del nuevo cantón de Savigny-sur-Orge.